# Badischer Genossenschaftsverband
Der Badische Genossenschaftsverband e.V. war bis zum Jahr 2008 Prüfungs-, Beratungs- und Betreuungsverband für alle Mitgliedsgenossenschaften im Landesteil Baden. Nachfolgeverband ist der Baden-Württembergische Genossenschaftsverband.

## Geschichte
Am 11. August 1867 wurde in Konstanz der Verband oberbadischer Kreditgenossenschaften und im gleichen Jahr ein unterbadischer Genossenschaftsverband gegründet. Die Raiffeisen-Genossenschaften und deren Verbände entstanden zu Beginn der 1880er Jahre. Nach rund 90 Jahren getrennter Arbeit verschmolzen die gewerblichen (Hermann Schulze-Delitzsch) und die ländlichen Genossenschaftsverbände (Friedrich Wilhelm Raiffeisen) im Jahr 1971. Von 1945 bis zu seinem Tod im Jahr 1962 war Alois Schnorr Direktor des Verbands.
Die Mitglieder des Badischen und des Württembergischen Genossenschaftsverbandes beschlossen am 23. Oktober 2008 die Verschmelzung der beiden Verbände auf der Grundlage der Jahresabschlüsse zum 31. Dezember 2008. Mit Genehmigung der Jahresabschlüsse auf den letzten Verbandstagen der beiden Verbände am 3. März 2009 und der Eintragung ins Vereinsregister am 15. Juli 2009 wurde die Fusion  zum Baden-Württembergischen Genossenschaftsverband rechtswirksam.

## Verbandsstruktur
Dem Verband gehörten an:
- 73 Volksbanken und Raiffeisenbanken,
- 225 Ländliche Waren- und Dienstleistungsgenossenschaften
- 24 Gewerbliche Waren- und Dienstleistungsgenossenschaften
- 37 Sonstige Genossenschaften / Unternehmen

Dem Verband gehörten auch fünf Zentralen an (DZ Bank AG, Fiducia IT AG, ZG Raiffeisen eG, Badischer Winzerkeller eG, BÄKO Zentrale Süddeutschland eG) sowie folgende Einrichtungen:
- Genossenschaftsberatung Baden GmbH
- GenoConsult Karlsruhe GmbH
- Pensionskasse der badischen Genossenschaftsorganisation VVaG.

## Aufgabe
Zweck und Aufgabe des Badischen Genossenschaftsverbandes als Prüfungs- und Wirtschaftsverband war die Förderung der 396 Mitglieder. Zu den Tätigkeitsfeldern gehörten Prüfung, Beratung, Interessenvertretung sowie Aus- und Weiterbildung.
Die Aufsichtsbehörde des Verbandes war das Wirtschaftsministerium Baden-Württemberg.